# Lourenço Scupoli
Lourenço Scupoli (em italiano Lorenzo) nascido e batizado Francesco (Otranto, 1530 circa - Nápoles, 28 de novembro de 1610) foi um sacerdote italiano, religioso e escritor, pertencente à Ordem dos Clérigos Regulares Teatinos. Escreveu o O Combate Espiritual, um dos clássicos da espiritualidade católica. Foi discípulo de Santo André Avelino.
Tomou o nome de Lorenzo ao professar os votos perpétuos na Ordem dos Teatinos, onde ingressara em 1569. Foi ordenado sacerdote em 1577 e exerceu o seu ministério sacerdotal em Veneza, Milão e Roma dentre outras cidades da Itália. Travou conhecimento com Francisco de Sales em Pádua, quando ainda estudante. A sua obra O combate espiritual foi vivamente recomendada por Francisco de Sales. 
Em 1585 foi acusado injustamente de ter violado as regras de sua ordem religiosa. Ficou um ano preso e depois de solto foi-lhe vedado o exercício do sacerdócio e obrigado a exercer trabalhos braçais domésticos no convento onde residia. A tudo suportou com mansidão e humildade como oferecimento a Deus.  A sua absolvição veio em 1610, próximo da sua morte. A primeira edição do combate espiritual foi em 1589 e por ocasião da sua morte já havia sido traduzida em diversos idiomas e reimpressa várias vezes.